# Julio Jiménez
Julio Jiménez Muñoz (* 22. Oktober 1934 in Ávila; † 8. Juni 2022 ebendort) war ein spanischer Radrennfahrer.
Seine Leidenschaft für den Radsport entdeckte Jiménez bereits in jungen Jahren. So brach er seine Lehre ab, um sich „seinem“ Sport zu widmen.
Jiménez war wie sein Landsmann Federico Bahamontes wenige Jahre zuvor ein reiner Kletterer. Obwohl er nie eine der Grand Tours gewinnen konnte, gilt er heute noch als einer der besten spanischen Radprofis aller Zeiten.
Er gewann den begehrten Bergpreis der Tour de France in den Jahren 1965, 1966 und 1967. Dazu kommen noch drei Bergpreise der Vuelta a España (1963, 1964, 1965). Bei der Tour de France 1967 konnte Jiménez den zweiten Platz im Gesamtklassement erreichen. Zudem sicherte er sich die spanischen Meistertitel im Straßenrennen 1964 sowie im Bergrennen 1962 und 1965.
Nach einem Autounfall, der sich am 7. Juni 2022 ereignete, erlag Julio Jiménez Muñoz am darauffolgenden Tag seinen schweren Verletzungen im Krankenhaus Ávila Assistance Complex im Alter von 87 Jahren.